# Trichoglottis koordersii
Trichoglottis koordersii är en orkidéart som beskrevs av Robert Allen Rolfe. Trichoglottis koordersii ingår i släktet Trichoglottis och familjen orkidéer. Inga underarter finns listade i Catalogue of Life.